# صناعة الغذاء

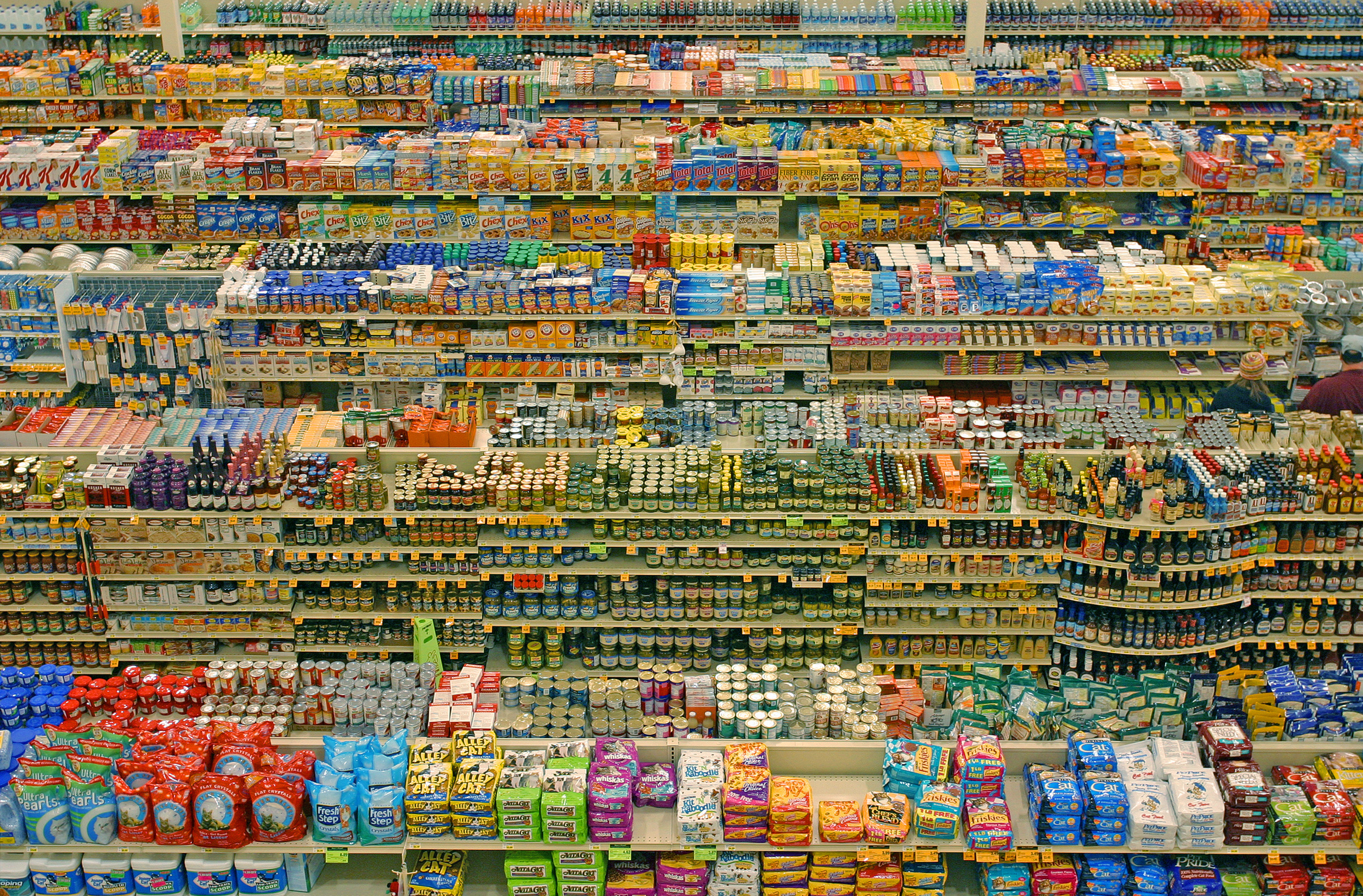
صفوف من الأغذية المعلبة بأحد محلات البقالة بالولايات المتحدة

الصناعات الغذائية أو إنتاج الغذاء أو صناعة المواد الغذائية هي مجموعة معقدة ومتنوعة من الأعمال التي تهدف إلى تزويد سكان العالم باحتياجاتهم من الطاقة الغذائية. ويمكن اعتبار المزارعين الذين يقتاتون على ما يزرعونه، هم الوحيدون الذين يعيشون خارج نطاق الصناعات الغذائية الحديثة.
وتدخل الصناعة الغذائية في تحويل الفاكهة أو الخضار إلى أشكال أخرى غير شكلها وطريقة تناولها الطبيعية ( كتحويل المشمش إلى قمر الدين ) . علم صناعة الغذاء هو عبارة عن المفاهيم النظرية والتطبيقات العملية التي تبحث في جميع الاعتبارات المتعلقة بالغذاء في مجالات انتاجه وتخزينه و تسويقه وتوزيعه و استهلاكه في مراحله نهائية .
و من ذلك يمكننا أن نذكر ما هو الغذاء وما هي أهمية الصناعة الغذائية .

## الغذاء
مجموعة من المواد الضرورية التي يجب تناولها للمحافظة على الصحة والنمو وسير العمليات الحيوية في الكائن الحي.
يصنف الغذاء إلى مجموعات غذائية مختلفة حسب مكوناتهِ الكيميائية التي ينتمي اليها كل جزء من الغذاء ويمكننا ذلك معرفة ما قد يحدث للغذاء عند الطهي أو بعد الأكل أو داخل الجسم، وإن كل مجموعة من مكونات الغذاء لها اسم كيميائي وتشمل الكاربوهيدرات والدهون والبروتينات والفيتامينات والاملاح المعدنية والماء غيرها . تعتبر جميع مكونات الغذاء مواد عضوية باستثناء الماء والاملاح المعدنية، ويقصد بالمواد العضوية بالمواد الحاوية على ذرات كربون ترتبط كيميائيا مع ذرات أخرى غالبا ما تكون هيدروجين، وأوكسجين، ونتروجين، وأحيانا فسفور، أما المواد غير العضوية في الغذاء فهي غالبا ما تتألف من الأملاح المعدنية التي نحتاج اليها في وجباتنا للمحافظة على صحتنا علما أن كميتها في الغذاء قليلة جداً مقارنة بالمكونات الأخرى بالرغم من أهميتها الغذائية.

### أهمية الصناعة الغذائية[9]
- تساهم في تحويل المواد الغذائية سريعة التلف لمواد أكثر ثباتاً وذلك بحفظ بعضها لعدة أيام أو اسابيع والبعض الآخر لبضعة أشهر أو عدة سنوات حسب طريقة الحفظ، وهذا يؤدي لوفرة مختلف الاغذية طوال السنة، وتشمل هذه الطرق: التعليب، التجميد، التجفيف وغيرها.
- تساعد على تنظيم الميزان التجاري للخامات الغذائية وذلك بمنع هبوط أسعارها في مواسم أنتاجها بغزارة إلى حد ربما لا يشجع على انتاجها بل يترك الباب مفتوحا على الدوام لبيع الكميات الفائضة إلى معامل التصنيع بأثمان مناسبة.
- ان بعض طرق حفظ الاغذية كالتجفيف يقلل من وزن الغذاء وحجمه وذلك يسهل ويقلل من نفقات شحنه إلى مسافات بعيدة.
- ان الصناعات الغذائية تهتم في اعداد غذاء ذي قيمة متجانسة، بالأضافة أن الاغذية المصنعة رخيصة نسبيا مقارنة مع الطازج.
- ان الصناعات الغذائية تؤثر بشكل مباشر على تشجيع الصناعات الأخرى معها كصناعة مواد التعبئة المختلفة وصناعة المواد الكيميائية الحافظة.
- وجود الصناعة الغذائية الوطنية والمحلية يساهم في الاستغناء عن استيراد المواد الغذائية المصنعة من الخارج.
- تساعد الصناعة الغذائية في تحسين المحصولات الزراعية والماشية ففي حالة الفواكه والخضراوات تفضل الاصناف ذات النضج المتجانس ليكون المنتج المصنع ذات نوعية جيدة.
- تساهم في تهيئة مواد غذائية بمواصفات وتراكيب معينة للمرضى بحيث لا تؤثر على صحتهم، وكذلك تهيئة أغذية خاصة للاطفال تناسب اعمارهم.
- ايجاد الاغذية الكافية لاطعام سكان العالم المتزايد، وايجاد مصادر غذائية مختلفة ومتنوعة وغير معروفة سابقا.
- ايجاد عمليات تصنيع غذائية حديثة تتناسب مع العصر والتكنولوجيا، مثل تصنيع الأسماك على ظهور السفن الخاصة بالصيد في عرض البحر فهذا يساعد على الحفاظ على الثروة السمكية السريعة التلف حيث قد تبقى السفن في عرض البحر أكثر من شهرين.
- ابتكار منتجات غذائية تتناسب مع احتياجات الأفراد المختلفة وتخلق خيارات غذائية واسعة مثل منتجات خالية من الجلاتين أو منتجات خالية من مشتقات حيوانية.